# Emma Pooley
Emma Jane Pooley, född 3 oktober 1982 i London, är en engelsk professionell tävlingscyklist som cyklar för Cervélo TestTeam.
Emma Pooley tog silvermedalj i tempoloppet under de Olympiska sommarspelen 2008.

## Karriär
Emma Pooley började sin karriär med terränglöpning men när hon blev skadad valde hon att börja cykla. 
Pooley slutade på fjärde plats i Storbritanniens nationsmästerskaps linjelopp 2005 och därefter blev hon kontrakterad av cykelstallet Team Fat Birds UK.
Under Världsmästerskapen slutade Pooley på åttonde plats i tempoloppet och på nionde plats i linjeloppet. Resultatet ledde till att hon blev utsedd att resa till de Olympiska sommarspelen i Peking under året 2008. Emma Pooley tog silvermedalj i tempoloppet under de Olympiska sommarspelen 2008 bakom amerikanskan Kristin Armstrong.
Förutom de Olympiska sommarspelen vann hon säsongen 2008 världscup-tävlingen Trofeo Alfredo Binda. Hon slutade på 23:e plats i linjeloppet under de Olympiska sommarspelen, där hon hjälpte Nicole Cooke att vinna. Emma Pooley tävlade för Team Specialized Designs for Women under året.
Inför säsongen 2009 valde Emma Pooley att börja cykla för Cervélo Test Team, där hon bland annat blev stallkamrat med Kristen Armstrong. Under säsongen vann Pooley de brittiska nationsmästerskapens tempolopp. Hon vann också La Coupe du Monde Cycliste Féminine de Montréal, Grand Prix Costa d'Etrusca, och Grande Boucle Féminine. Pooley vann GP Ouest France framför Marianne Vos och Emma Johansson. Pooley vann också Bern-West.